# Gouvernement Capellán
Pour les articles homonymes, voir Capellán.
La Rioja
Andreu 
Le gouvernement Capellán (en espagnol : Gobierno Capellán) est le gouvernement de la communauté autonome espagnole de La Rioja, depuis le 2 juillet 2023, sous la XIe législature du Parlement.
Il est dirigé par le nouveau président conservateur, Gonzalo Capellán, dont le PP a remporté la majorité absolue aux élections autonomiques. Il succède au gouvernement minoritaire de coalition de la socialiste Concha Andreu.

## Historique
Ce gouvernement est dirigé par le nouveau président libéral-conservateur, Gonzalo Capellán. Il est constitué et soutenu par le Parti populaire (PP). Seul, il dispose de 17 députés sur 33, soit 51,5 % des sièges du Parlement de La Rioja.
Il est formé à la suite des élections autonomiques du 28 mai 2023.
Il succède donc au gouvernement Andreu, constitué d'une coalition minoritaire entre le Parti socialiste ouvrier espagnol (PSOE) et Podemos, avec le soutien sans participation d'Izquierda Unida (IU).

### Formation
Lors des élections autonomiques, le Parti populaire remporte la majorité absolue des sièges au Parlement de La Rioja, après avoir recueilli environ 45 % des suffrages exprimés et près de 75 000 voix. À la suite du recompte du vote des expatriés, la répartition des sièges, donc la possibilité du PP de gouverner seul, est confirmée. Gonzalo Capellán révèle, le 9 juin, que l'organisation et la composition de son exécutif sont arrêtées.
Le 23 juin 2023, la nouvelle présidente du Parlement, Marta Fernández, annonce qu'elle propose la candidature de Gonzalo Capellán à la présidence de la communauté autonome et convoque le débat d'investiture pour les 27 et 28 juin suivants. Ayant prononcé son discours de politique générale le 27 juin, il obtient le 28 juin la confiance du Parlement par 17 voix pour et 16 voix contre : si le Parti populaire vote en sa faveur, le Parti socialiste, Vox et Unidas Podemos (Podemos-IU) font le choix de l'opposition.
La composition du nouvel exécutif est dévoilée le 1er juillet. Les conseillers prêtent serment et entrent en fonction le lendemain.

## Composition
| Poste                                                                                      | Titulaire | Titulaire                                 | Parti |
| ------------------------------------------------------------------------------------------ | --------- | ----------------------------------------- | ----- |
| Président                                                                                  |           | Gonzalo Capellán de Miguel                | PP    |
| Conseiller aux Finances, à la Gouvernance publique et à la Société numérique Porte-parole  |           | Alfonso Domínguez Simón                   | PP    |
| Conseillère à la Santé et aux Politiques sociales                                          |           | María Purificación Martín Díez de Baldeón | PP    |
| Conseiller à l'Éducation et à l'Emploi                                                     |           | Alberto Galiana García                    | PP    |
| Conseiller à la Culture, au Tourisme, aux Sports et à la Jeunesse                          |           | José Luis Pérez Pastor                    | PP    |
| Conseillère à l'Économie, à l’Innovation, aux Entreprises et aux Travailleurs indépendants |           | María Belinda León Fernández              | Ind.  |
| Conseillère à l'Agriculture, à l'Élevage, au Monde rural et à l'Environnement              |           | Noemí Manzanos Martínez                   | PP    |
| Conseiller à la Politique locale, aux Infrastructures et à la Lutte contre le dépeuplement |           | Daniel Osés Ramírez                       | PP    |